# Левандовский, Мариуш
Ма́риуш Ми́хал Левандо́вский (пол. Mariusz Michał Lewandowski; род. 18 мая 1979, Легница, Польша) — польский футболист, выступавший на позиции защитника. Мог также сыграть на позиции опорного полузащитника. В польской Экстраклассе провёл 76 игр, забил два гола, бо́льшая часть его карьеры прошла на Украине. Провёл 64 матча и забил шесть голов за национальную сборную Польши, в её составе играл на чемпионате мира 2006 года и чемпионате Европы 2008 года, член общества почётных игроков сборной. Футболист года в Польше (2009).
Начал футбольную карьеру в «Заглембе Любин». В 2000 году он оказался в «Дискоболии». Год спустя Левандовский стал игроком донецкого «Шахтёра», с которым выиграл Кубок УЕФА, пять раз становился чемпионом Украины, трижды выигрывал кубок и дважды — Суперкубок Украины. В 2010—2013 годах защищал цвета «Севастополя». Он был первым польским футболистом, сыгравшим в чемпионате Украины. В 2014 году закончил футбольную карьеру.
В сезоне 2017/18 получил первый тренерский опыт, возглавив «Заглембе Любин».

## Ранние годы
Родился 18 мая 1979 года в семье Михала и Ирены Левандовских. Отец был футболистом, играл за «Заглембе Любин», а после окончания карьеры стал тренером молодёжного состава клуба. Семья часто проводила время в спортивных лагерях, куда брали и детей: Мариуша и его сестру Барбару. В три года Левандовский посмотрел свой первый чемпионат мира, проходивший в Испании.
Когда Мариуш подрос, отец стал брать его на тренировки, играл с ним в мяч и делал упражнения. Когда мальчику исполнилось девять лет, он начал тренироваться в детской команде «Заглембе».
Левандовский пытался поступить в частную среднюю школу, но из-за постоянных поездок на матчи не смог пройти конкурс. В итоге он поступил в профессионально-техническое училище, где получил специальность автомеханика.

## Карьера игрока

### «Заглембе Любин»
За два месяца до 18-летия Левандовский получил приглашение в первую команду «Заглмебе» от тренера Мирослава Драгана, клуб играл в высшей лиге. 15 марта 1997 года он дебютировал в Экстраклассе в матче с варшавской «Легией», заменив на 46-й минуте Павла Петровского, «Заглембе» проиграл со счётом 1:2. В том сезоне это был его единственный матч за «Заглембе». Со временем руководство клуба хотело сдать его в аренду в «Хробры Глогув» или «Медзь», но переходу помешал отец футболиста.
В сезоне 1997/98 Левандовский сыграл 11 матчей в польской лиге, в основном в качестве сменщика Петра Пржервивача и Радослава Калужного. В следующем сезоне тренерский штаб стал больше доверять Мариушу — он сыграл уже в 21 матче лиги. Осеннюю часть сезона 1999/2000 Левандовский также начал в «Заглембе», успев сыграть три матча. В октябрьском поединке с клубом «Полония Варшава» он забил автогол, команды разошлись вничью 1:1. В общей сложности Левандовский сыграл 37 матчей в польской лиге в течение трёх с половиной лет в «Заглембе».

### «Дискоболия»
Во время зимнего трансферного окна в сезоне 1999/2000 Левандовский перешёл в «Дискоболию», которую в то время тренировал Януш Бялек. Сделка могла и не состояться, так как клуб уже приобрёл Криштофа Майду на позицию Мариуша. Тем не менее, в итоге конкуренты за место на поле стали друзьями в жизни. 5 марта 2000 года Левандовский дебютировал в футболке «Дискоболии» в матче против «Погонь Щецин», который закончился поражением его команды с минимальным счётом. Спустя десять дней он получил первую красную карточку в польской лиге в матче с варшавской «Полонией», «Дискоболия» в итоге проиграла 0:1. На протяжении всей весенней части сезона Бялек выпускал Левандовского в основном составе «Дискоболии», он играл в центре защиты вместе с Игорем Козлом. В том сезоне он сыграл 14 матчей за клуб.
В сезоне 2000/01 Левандовский также был основным игроком «Дискоболии», продолжая выступать в обороне с Козлом. 11 ноября 2000 года он забил первый гол в высшей лиге (с пенальти) в ворота «Шлёнска», соперники разошлись вничью 1:1. В матче 27-го тура лиги против «Стомиль Ольштын» Левандовский забил единственный гол в матче, принеся своей команде победу. В сезоне 2000/01 он сыграл в общей сложности 26 матчей (все без замен). Летом 2001 года Левандовский дебютировал в еврокубках, сыграв в двух матчах Кубка Интертото против болгарского «Спартак Варна» (поражение 1:4 по сумме двух встреч).

### «Шахтёр Донецк»
Летом 2000 года, когда Левандовский отдыхал в Мендзыздрое, его менеджер Влодзимеж Любаньский сообщил о возможности организовать трансфер в донецкий «Шахтёр». Тренер «горняков» Виктор Прокопенко хотел видеть поляка в команде. На тот момент Левандовским интересовался также бельгийский «Брюгге», но предложение украинского клуба оказалось более выгодным. Таким образом, Левандовский подписал контракт с донецким клубом, став первым польским футболистом в истории чемпионата Украины. Он получил футболку с номером 18. В команде он дебютировал 20 июля 2001 года в домашнем матче с «Александрией», «Шахтёр» победил с минимальным счётом. 12 мая 2002 года он забил первый гол на Украине, «Шахтёр» со счётом 2:0 одержал победу над мариупольским «Металлургом». 3 июня Левандовский впервые встретился с принципиальным соперником «Шахтёра» — «Динамо Киев». Под конец первого тайма поляк нанёс удар головой по воротам киевлян, под мяч подставился защитник Сергей Фёдоров, но не смог блокировать удар и в итоге забил в свои ворота. Второй гол киевляне также забили себе сами, установив окончательный счёт матча 2:0. Левандовский сыграл 11 матчей в сезоне 2001/02, будучи в основном игроком замены. В зимнее трансферное окно к Левандовскому присоединился соотечественник и партнёр по «Дискоболии», Войцех Ковалевски. Также Левандовский сдружился с Анатолием Тимощуком, который помогал ему учить украинский язык. В том сезоне «горняки» стали чемпионами Украины (это был первый чемпионский титул в истории «Шахтёра»), а также выиграли кубок Украины. В финале «Шахтёр» в дополнительное время со счётом 3:2 победил «Динамо Киев», Левандовский сыграл все 120 минут.
Осенью 2002 года Левандовский дебютировал в Лиге чемпионов. Он дважды выходил на замену в отборочных играх с «Брюгге». Оба матча завершились с одинаковым счётом 1:1, но «Шахтёр» уступил в серии пенальти 1:4. В чемпионате он стал основным игроком, сыграв 24 матча и забив четыре мяча. «Шахтёр» занял второе место в чемпионате и снова вышел в финал национального кубка, но на этот раз клуб потерпел поражение со счётом 1:2 от киевского «Динамо».
В начале сезона 2003/04 Левандовский играл в центре полузащиты, где выполнял как оборонительную работу, так и подключался к атакам «Шахтёра». В частности, в ответном матче третьего квалификационного раунда Лиги чемпионов поляк забил московскому «Локомотиву». В середине второго круга он выходил на поле уже как центральный защитник. Чемпионат Украины в том сезоне второй раз подряд выиграло киевское «Динамо», а «Шахтёр» с Левандовским в составе снова стал вторым. Левандовский сыграл в 27 матчах, забив пять голов. 30 мая 2004 года он выиграл второй кубок Украины с «Шахтёром», в финале со счётом 2:0 был обыгран «Днепр». 10 июля 2004 года в Одессе «Шахтёр» с Левандовским принял участие в матче Суперкубка Украины с «Динамо». Поляк сравнял счёт в основное время (1:1), в серии пенальти он реализовал свой удар, но «Шахтёр» проиграл 5:6.
Осенью 2004 года Левандовский вместе с «Шахтёром» сыграл в групповом этапе Лиги чемпионов, а затем выступал в Кубке УЕФА. Во внутреннем первенстве «Шахтёр» вернул чемпионский титул спустя три года, Левандовский забил два мяча: столичным «Динамо» (2:0) и «Арсеналу» (1:1). 29 мая 2005 года поляк провёл на поле 90 минут финала кубка Украины с «Динамо». «Шахтёр» проиграл 0:1, а Левандовский не забил пенальти — его удар парировал вратарь «Динамо» Александр Шовковский.
В сезоне 2005/06 Левандовский сыграл в чемпионате 21 матч и забил один гол в матче с «Таврией» (1:1). В конце сезона «Шахтёр» и «Динамо» набрали по 75 очков, и судьбу чемпионства должен был решить «золотой матч». В нём «Шахтёр» в экстра-таймах победил со счётом 2:1 и стал чемпионом страны, Левандовский отыграл весь матч. В сезоне 2006/07 Левандовский не выиграл ни одного трофея с «Шахтёром». Он стал вторым в чемпионате и уступил 1:2 в кубке Украины «Динамо». В Премьер-лиге поляк сыграл 18 матчей и забил четыре мяча.
В сезоне 2007/08 Левандовский также не всегда играл в основном составе и провёл 18 матчей в чемпионате Украины. Он забил один гол, сделав вклад в победу со счётом 3:0 в матче против «Нефтяник-Укрнефть». «Шахтёр» стал чемпионом страны в четвёртый раз, а затем выиграл кубок (в финальном мачте с «Динамо» (2:0) поляк не играл) и Суперкубок Украины. Летом 2008 года Левандовским интересовались «Селтик», «Эвертон», «Фулхэм» и «Нант», однако до просмотров дело не дошло. Игрок решил остаться в «Шахтёре» в основном из-за возможности играть в Лиге чемпионов.
В сезоне 2008/09 Левандовский с «Шахтёром» занял второе место в Премьер-лиге. В мае команда вышла в полуфинал Кубка УЕФА, где встретилась с принципиальным соперником — «Динамо». После первого матча (1:1) болельщики «Динамо» атаковали автобус с футболистами «Шахтёра». Один из камней попал в окно у места Левандовского, но поляк не пострадал. В ответном матче «горняки» выиграли со счётом 2:1 и вышли в финал. 20 мая 2009 года Левандовский сыграл в финале Кубка УЕФА с «Вердером». «Шахтёр» выиграл со счётом 2:1 после дополнительного времени, Левандовский сыграл все 120 минут, заработал жёлтую карточку и мог забить дальним ударом с лёту. После игры поляк носил на руках сына Якуба и красно-белый флаг. «Горняки» стали последними обладателями Кубка УЕФА, поскольку с сезона 2009/10 трофей был переименован в Лигу Европы УЕФА. Левандовский стал четвёртым поляком, который завоевал этот трофей, после Анджея Бунцоля, Томаша Жонсы и Эузебиуша Смолярека. За победу в Кубке УЕФА Левандовский получил премию в размере 400000 евро от президента «Шахтёра» Рината Ахметова. В связи с этим достижением он был удостоен звания «Заслуженный мастер спорта Украины» и награждён украинским орденом «За мужество». По итогам голосования болельщиков Левандовский попал в символическую сборную за всю историю «Шахтёра».
В сезоне 2009/10 после усиления состава команды тренер Мирча Луческу не всегда давал поляку шанс сыграть. Он провёл в чемпионате Украины 14 матчей, забив два гола.

### «Севастополь»
27 июля 2010 года Левандовский подписал трёхлетний контракт с новичком Премьер-лиги, «Севастополем». Вместе с ним в крымскую команду перешёл его одноклубник Игор Дуляй. Условием перехода Левандовского было сохранение зарплаты уровня «Шахтёра» — в «Севастополе» он получал около миллиона долларов в год. Поляк нарекал на слабую инфраструктуру клуба. По его словам, футболисты приходили на тренировки в разных футболках. Также он заявил, что участвовал в организации строительства обновлённого стадиона клуба. Последние два факта бывший президент «Севастополя» Александр Красильников называл ложью.
В сезоне 2010/11 поляк был основным игроком команды, сыграл 25 матчей и забил шесть голов. По итогам сезона «Севастополь» выбыл в Первую лигу, тем не менее Левандовский остался в команде. «Севастополь» удачно стартовал в Первой лиге, обыграв на выезде «Крымтеплицу» со счётом 2:0. Левандовский забил со штрафного, когда команда уже была впереди. Однако, в том сезоне футболист получил разрыв крестообразных связок, в итоге сыграл всего семь матчей. В сезоне 2012/13 он отыграл уже 28 матчей и забил четыре мяча, завоевав с клубом повышение в Премьер-лигу. Некоторое время он был капитаном команды. В последнем сезоне он сыграл в 16 матчах и забил два гола. 27 ноября 2013 года поляк покинул крымский клуб, причиной стал конфликт с руководством. В итоге Мариуш Левандовский закончил футбольную карьеру, хотя официального заявления об этом не делал.

## Карьера в сборной
В 2000—2001 годах Левандовский выступал за молодёжную сборную Польши, в которой сыграл 18 матчей и забил два гола. В составе основной сборной Польши он дебютировал под руководством тренера Ежи Энгеля 10 февраля 2002 года в товарищеской встрече с Фарерскими островами, сыгранной на Кипре (2:1). Это была его единственная игра в команде Энгеля, он вернулся в сборную после чемпионата мира 2002 года, когда тренером стал Збигнев Бонек. Он играл в пяти отборочных матчах к Евро-2004, в трёх из них — когда команду возглавил Павел Янас. Первый гол в сборной он забил 16 ноября 2005 года в товарищеской встрече с Эстонией, Польша выиграла со счётом 3:1.
В 2004—2005 годах Левандовский участвовал в отборочном раунде чемпионата мира 2006. Он сыграл в первых двух встречах с Северной Ирландией (3:0) и Англией (1:2), играл в полузащите в паре с Себастьяном Милей. Однако в последующих отборочных играх его заменил Радослав Соболевский. До конца квалификации Левандовский вышел на поле только в одном матче, его команда проиграла в Манчестере Англии со счётом 1:2.
15 мая 2006 года тренер Янас огласил состав из 23 человек на чемпионат мира в Германии, куда попал и Левандовский. Он не вышел в первом матче турнира с Эквадором, но сыграл в двух других матчах группового этапа «бело-красных»: с Германией (0:1) и Коста-Рикой (2:1). Сборная Польши заняла третье место в своей группе и выбыла из чемпионата мира.
По окончании чемпионата мира в Германии тренером сборной Польши стал Лео Бенхаккер. После матча с Сербией (1:1) в рамках отборочного турнира к Евро-2008 Левандовский стал основным игроком сборной. В отборочном матче с Казахстаном (1:0) в Алма-Ате на 30-й минуте Левандовского сменил Пшемыслав Казмерчак. Обидевшись на преждевременную замену, Левандовский не пожал руку Казмерчаку и вместо скамьи запасных сразу пошёл в раздевалку. После матча Левандовский извинился за своё поведение:
Я очень сильно извиняюсь перед всеми фанатами, игроками и тренерами за то, что я не подал руку, ушёл с поля и пошёл прямо в раздевалку. Я был очень расстроен, что мне пришлось уйти с поля. Я обязательно объясню это тренеру. Мы выиграли, у нас есть три очка, и эта ситуация наверняка отойдёт на второй план.
Несмотря на этот инцидент, Левандовский сыграл в следующем отборочном матче против Португалии (2:1), а также в последующих отборочных играх. Польша впервые в истории вышла на чемпионат Европы, Левандовский в ходе отборочного раунда сыграл 12 матчей и забил один гол во втором матче с Португалией в Лиссабоне (2:2).
28 мая 2008 года тренер Бенхаккер объявил состав сборной Польши на чемпионат Европы в Австрии и Швейцарии, в списке был и Мариуш Левандовский. На чемпионате он был основным игроком польской сборной, выступал в центре защиты с Дариушем Дудкой. Он сыграл три матча: с Германией (0:2), Австрией (1:1) и Хорватией (0:1). На 93-й минуте матча с Австрией при счёте 1:0 в пользу Польши Левандовский сфолил в штрафной площади против Себастиана Прёдля. В интервью поляк утверждал, что Прёдль симулировал, а нарушения не было. Арбитр Говард Уэбб назначил пенальти, который реализовал Ивица Вастич. Польша заняла последнее место в группе B и выбыла с Евро-2008.
Левандовский был основным игроком команды в ходе отбора на чемпионат мира по футболу 2010 в ЮАР. В матче против Сан-Марино (10:0) он забил свой пятый гол в сборной, а Польша одержала крупнейшую победу в своей истории. В конце мая 2009 года он отказался играть в матчах с Южной Африкой и Ираком, объяснив своё решение личными причинами, из-за этого начался конфликт с тренером Лео Бенхаккером. Польша потеряла шансы на выход из группы в предпоследнем матче с Чехией, в итоге встреча со Словакией не имела турнирного значения.
После неудачной попытки пройти отбор на ЧМ-2010 новый тренер команды Францишек Смуда неожиданно отстранил Левандовского от национальной сборной. В 2009—2013 годах он не получал вызовов от команды, он не участвовал в Евро-2012, которое проводили совместно Польша и Украина. После четырёхлетнего перерыва 27 сентября 2013 года Левандовского вновь вызвали в команду. Новый тренер сборной Вальдемар Форналик пригласил его на октябрьские выездные матчи отбора кубка мира 2014 с Украиной и Англией. Он появился на поле в обеих встречах в основном составе, по Польша проиграла оба матча со счётом 0:1 и 0:2 соответственно. Эти две игры стали последними для поляка в сборной.

## Стиль игры
Левандовский играл на позиции центрального защитника или опорного полузащитника, на ранних этапах карьеры выходил также на правом фланге полузащиты. Зачастую его главной задачей было отобрать мяч, когда противник пытался начать атаку. Левандовский — правша, у него был сильный удар с дальней дистанции. Он мог придержать мяч и пасом начать атаку, благодаря крепкому телосложению хорошо играл в воздухе. В свою очередь поляк подвергался критике за медлительность и инертность действий.

## Тренерская карьера
В 2017 году Левандовский получил тренерскую лицензию UEFA Pro. 28 ноября 2017 года поляк занял должность тренера своего бывшего клуба «Заглембе Любин», заменив Петра Стоковца, которого уволили днём ранее. Из-за слабых результатов команды в осенней части сезона 2018/19 и кубке Польши руководство «Заглембе» 29 октября 2018 года отстранило Левандовского от должности тренера. 8 января 2020 года занял должность тренера клуба «Брук-Бет Термалица» из Первой лиги, работал с клубом до 13 декабря 2021 года. С 25 апреля 2022 по 16 апреля 2023 года тренировал «Радомяк». 16 июня 2023 года, менее чем через три с половиной года, он вернулся в «Брук-Бет Термалица».

## Личная жизнь
В 2002 году Мариуш Левандовский женился на Марте Ноконь, с которой познакомился в аквапарке в Польковицах, где отдыхал с другими футболистами «Дискоболии». Марта работала в сауне аквапарка. У него есть двое сыновей: Якуб (2005 г. р.) и Натан (2008 г. р.). Семья Левандовского поддерживает дружеские отношения с семьёй другого польского футболиста Яцека Кшинувека.
Левандовскому нравится смотреть триллеры, любимые актёры: Роберт Де Ниро и Аль Пачино. После завершения карьеры Левандовский занялся бизнесом. Имеет ресторан в Дубае.

## Статистика
| Клуб             | Сезон            | Чемпионат | Чемпионат | Кубок | Кубок | Еврокубки | Еврокубки | Суперкубок | Суперкубок | Всего | Всего |
| Клуб             | Сезон            | Игры      | Голы      | Игры  | Голы  | Игры      | Голы      | Игры       | Голы       | Игры  | Голы  |
| ---------------- | ---------------- | --------- | --------- | ----- | ----- | --------- | --------- | ---------- | ---------- | ----- | ----- |
| Заглембе         | 1996/97          | 1         | 0         | -     | -     | -         | -         | -          | -          | 1     | 0     |
| Заглембе         | 1997/98          | 11        | 0         | -     | -     | -         | -         | -          | -          | 11    | 0     |
| Заглембе         | 1998/99          | 21        | 0         | 1     | 0     | -         | -         | -          | -          | 22    | 0     |
| Заглембе         | 1999/00          | 3         | 0         | 1     | 0     | -         | -         | -          | -          | 4     | 0     |
| Всего            | Всего            | 36        | 0         | 2     | 0     | -         | -         | -          | -          | 38    | 0     |
| Дискоболия       | 1999/00          | 14        | 0         | -     | -     | -         | -         | -          | -          | 14    | 0     |
| Дискоболия       | 2000/01          | 26        | 2         | 2     | 0     | -         | -         | -          | -          | 28    | 2     |
| Дискоболия       | 2001/02          | -         | -         | -     | -     | 2         | 0         | -          | -          | 2     | 0     |
| Всего            | Всего            | 40        | 2         | 2     | 0     | 2         | 0         | -          | -          | 44    | 2     |
| Шахтёр           | 2001/02          | 11        | 1         | 5     | 1     | 2         | 0         | -          | -          | 18    | 2     |
| Шахтёр           | 2002/03          | 24        | 4         | 6     | 1     | 4         | 1         | -          | -          | 34    | 6     |
| Шахтёр           | 2003/04          | 27        | 5         | 6     | 1     | 6         | 1         | -          | -          | 39    | 7     |
| Шахтёр           | 2004/05          | 25        | 2         | 8     | 2     | 12        | 0         | -          | -          | 45    | 4     |
| Шахтёр           | 2005/06          | 21        | 1         | 2     | 0     | 8         | 0         | 1          | 0          | 32    | 1     |
| Шахтёр           | 2006/07          | 18        | 4         | 4     | 0     | 7         | 0         | -          | -          | 29    | 4     |
| Шахтёр           | 2007/08          | 18        | 1         | 2     | 1     | 9         | 0         | -          | -          | 29    | 2     |
| Шахтёр           | 2008/09          | 16        | 1         | 4     | 1     | 10        | 0         | -          | -          | 30    | 2     |
| Шахтёр           | 2009/10          | 14        | 2         | 1     | 0     | 4         | 0         | -          | -          | 19    | 2     |
| Всего            | Всего            | 174       | 21        | 38    | 7     | 62        | 2         | 1          | 0          | 275   | 30    |
| Севастополь      | 2010/11          | 26        | 6         | -     | -     | -         | -         | -          | -          | 26    | 6     |
| Севастополь      | 2011/12          | 7         | 2         | -     | -     | -         | -         | -          | -          | 7     | 2     |
| Севастополь      | 2012/13          | 28        | 4         | 5     | 0     | -         | -         | -          | -          | 33    | 4     |
| Севастополь      | 2013/14          | 16        | 2         | -     | -     | -         | -         | -          | -          | 16    | 2     |
| Всего            | Всего            | 76        | 14        | 5     | 0     | -         | -         | -          | -          | 81    | 14    |
| Всего за карьеру | Всего за карьеру | 326       | 37        | 47    | 7     | 64        | 2         | 1          | 0          | 437   | 46    |

| Матчи и голы Левандовского за сборную Польши | Матчи и голы Левандовского за сборную Польши | Матчи и голы Левандовского за сборную Польши | Матчи и голы Левандовского за сборную Польши | Матчи и голы Левандовского за сборную Польши | Матчи и голы Левандовского за сборную Польши | Матчи и голы Левандовского за сборную Польши |
| №                                            | Дата                                         | Место                                        | Соперник                                     | Голы                                         | Счёт                                         | Соревнование                                 |
| -------------------------------------------- | -------------------------------------------- | -------------------------------------------- | -------------------------------------------- | -------------------------------------------- | -------------------------------------------- | -------------------------------------------- |
| 1                                            | 10.02.2002                                   | Лимасол                                      | Фарерские острова                            |                                              | 2:1                                          | Товарищеский матч                            |
| 2                                            | 21.08.2002                                   | Щецин                                        | Бельгия                                      |                                              | 1:1                                          | Товарищеский матч                            |
| 3                                            | 07.09.2002                                   | Серравалле                                   | Сан-Марино                                   |                                              | 2:0                                          | Квалификация к Евро-2004                     |
| 4                                            | 12.10.2002                                   | Варшава                                      | Латвия                                       |                                              | 0:1                                          | Квалификация к Евро-2004                     |
| 5                                            | 16.10.2002                                   | Островец-Свентокшиский                       | Новая Зеландия                               |                                              | 2:0                                          | Товарищеский матч                            |
| 6                                            | 20.08.2003                                   | Таллин                                       | Эстония                                      |                                              | 2:1                                          | Товарищеский матч                            |
| 7                                            | 06.09.2003                                   | Рига                                         | Латвия                                       |                                              | 2:0                                          | Квалификация к Евро-2004                     |
| 8                                            | 10.09.2003                                   | Хожув                                        | Швеция                                       |                                              | 0:2                                          | Квалификация к Евро-2004                     |
| 9                                            | 11.10.2003                                   | Будапешт                                     | Венгрия                                      |                                              | 2:1                                          | Квалификация к Евро-2004                     |
| 10                                           | 12.11.2003                                   | Варшава                                      | Италия                                       |                                              | 3:1                                          | Товарищеский матч                            |
| 11                                           | 16.11.2003                                   | Плоцк                                        | Сербия                                       |                                              | 4:3                                          | Товарищеский матч                            |
| 12                                           | 18.02.2004                                   | Сан-Фернандо                                 | Словения                                     |                                              | 2:0                                          | Товарищеский матч                            |
| 13                                           | 31.03.2004                                   | Плоцк                                        | США                                          |                                              | 0:1                                          | Товарищеский матч                            |
| 14                                           | 28.04.2004                                   | Быдгощ                                       | Ирландия                                     |                                              | 0:0                                          | Товарищеский матч                            |
| 15                                           | 05.06.2004                                   | Стокгольм                                    | Швеция                                       |                                              | 1:3                                          | Товарищеский матч                            |
| 16                                           | 18.08.2004                                   | Познань                                      | Дания                                        |                                              | 1:5                                          | Товарищеский матч                            |
| 17                                           | 04.09.2004                                   | Белфаст                                      | Северная Ирландия                            |                                              | 3:0                                          | Квалификация к ЧМ-2006                       |
| 18                                           | 08.09.2004                                   | Хожув                                        | Англия                                       |                                              | 1:2                                          | Квалификация к ЧМ-2006                       |
| 19                                           | 15.08.2005                                   | Киев                                         | Сербия                                       |                                              | 3:2                                          | Товарищеский матч                            |
| 20                                           | 17.08.2005                                   | Киев                                         | Израиль                                      |                                              | 3:2                                          | Товарищеский матч                            |
| 21                                           | 07.10.2005                                   | Варшава                                      | Исландия                                     |                                              | 3:2                                          | Товарищеский матч                            |
| 22                                           | 12.10.2005                                   | Манчестер                                    | Англия                                       |                                              | 1:2                                          | Квалификация к ЧМ-2006                       |
| 23                                           | 16.11.2005                                   | Островец-Свентокшиский                       | Эстония                                      | 1                                            | 3:1                                          | Товарищеский матч                            |
| 24                                           | 02.05.2006                                   | Белхатув                                     | Литва                                        |                                              | 0:1                                          | Товарищеский матч                            |
| 25                                           | 03.06.2006                                   | Вольфсбург                                   | Хорватия                                     |                                              | 1:0                                          | Товарищеский матч                            |
| 26                                           | 14.06.2006                                   | Дортмунд                                     | Германия                                     |                                              | 0:1                                          | Финальные матчи ЧМ-2006                      |
| 27                                           | 20.06.2006                                   | Ганновер                                     | Коста-Рика                                   |                                              | 2:1                                          | Финальные матчи ЧМ-2006                      |
| 28                                           | 06.09.2006                                   | Варшава                                      | Сербия                                       |                                              | 1:1                                          | Квалификация к Евро-2008                     |
| 29                                           | 07.10.2006                                   | Алматы                                       | Казахстан                                    |                                              | 1:0                                          | Квалификация к Евро-2008                     |
| 30                                           | 11.10.2006                                   | Хожув                                        | Португалия                                   |                                              | 2:1                                          | Квалификация к Евро-2008                     |
| 31                                           | 07.02.2007                                   | Херес-де-ла-Фронтера                         | Словакия                                     |                                              | 2:2                                          | Товарищеский матч                            |
| 32                                           | 24.03.2007                                   | Варшава                                      | Азербайджан                                  |                                              | 5:0                                          | Квалификация к Евро-2008                     |
| 33                                           | 28.03.2007                                   | Кельце                                       | Армения                                      |                                              | 1:0                                          | Квалификация к Евро-2008                     |
| 34                                           | 02.06.2007                                   | Баку                                         | Азербайджан                                  |                                              | 3:1                                          | Квалификация к Евро-2008                     |
| 35                                           | 06.06.2007                                   | Ереван                                       | Армения                                      |                                              | 0:1                                          | Квалификация к Евро-2008                     |
| 36                                           | 22.08.2007                                   | Москва                                       | Россия                                       |                                              | 2:2                                          | Товарищеский матч                            |
| 37                                           | 08.09.2007                                   | Лиссабон                                     | Португалия                                   | 1                                            | 2:2                                          | Квалификация к Евро-2008                     |
| 38                                           | 12.09.2007                                   | Хельсинки                                    | Финляндия                                    |                                              | 0:0                                          | Квалификация к Евро-2008                     |
| 39                                           | 13.10.2007                                   | Варшава                                      | Казахстан                                    |                                              | 3:1                                          | Квалификация к Евро-2008                     |
| 40                                           | 17.10.2007                                   | Лодзь                                        | Венгрия                                      |                                              | 0:1                                          | Товарищеский матч                            |
| 41                                           | 17.11.2007                                   | Хожув                                        | Бельгия                                      |                                              | 2:0                                          | Квалификация к Евро-2008                     |
| 42                                           | 21.11.2007                                   | Белград                                      | Сербия                                       |                                              | 2:2                                          | Квалификация к Евро-2008                     |
| 43                                           | 06.02.2008                                   | Ларнака                                      | Чехия                                        | 1                                            | 2:0                                          | Товарищеский матч                            |
| 44.                                          | 23.03.2008                                   | Краков                                       | США                                          |                                              | 0:3                                          | Товарищеский матч                            |
| 45                                           | 26.05.2008                                   | Ройтлинген                                   | Северная Македония                           |                                              | 1:1                                          | Товарищеский матч                            |
| 46                                           | 27.05.2008                                   | Ройтлинген                                   | Албания                                      |                                              | 1:0                                          | Товарищеский матч                            |
| 47                                           | 01.06.2008                                   | Хожув                                        | Дания                                        |                                              | 1:1                                          | Товарищеский матч                            |
| 48                                           | 08.06.2008                                   | Клагенфурт                                   | Германия                                     |                                              | 0:2                                          | Финальные матчи Евро-2008                    |
| 49                                           | 12.06.2008                                   | Вена                                         | Австрия                                      |                                              | 1:1                                          | Финальные матчи Евро-2008                    |
| 50                                           | 16.06.2008                                   | Клагенфурт                                   | Хорватия                                     |                                              | 0:1                                          | Финальные матчи Евро-2008                    |
| 51                                           | 20.08.2008                                   | Львов                                        | Украина                                      |                                              | 0:1                                          | Товарищеский матч                            |
| 52                                           | 06.09.2008                                   | Вроцлав                                      | Словения                                     |                                              | 1:1                                          | Квалификация к ЧМ-2010                       |
| 53                                           | 10.09.2008                                   | Серравалле                                   | Сан-Марино                                   |                                              | 2:0                                          | Квалификация к ЧМ-2010                       |
| 54                                           | 11.10.2008                                   | Хожув                                        | Чехия                                        |                                              | 2:1                                          | Квалификация к ЧМ-2010                       |
| 55                                           | 15.10.2008                                   | Братислава                                   | Словакия                                     |                                              | 1:2                                          | Квалификация к ЧМ-2010                       |
| 56                                           | 19.11.2008                                   | Дублин                                       | Ирландия                                     | 1                                            | 3:2                                          | Товарищеский матч                            |
| 57                                           | 11.02.2009                                   | Вила-Реал-ди-Санту-Антониу                   | Уэльс                                        |                                              | 1:0                                          | Товарищеский матч                            |
| 58                                           | 28.03.2009                                   | Белфаст                                      | Северная Ирландия                            |                                              | 2:3                                          | Квалификация к ЧМ-2010                       |
| 59                                           | 01.04.2009                                   | Кельце                                       | Сан-Марино                                   | 1                                            | 10:0                                         | Квалификация к ЧМ-2010                       |
| 60                                           | 12.08.2009                                   | Быдгощ                                       | Греция                                       |                                              | 2:0                                          | Товарищеский матч                            |
| 61                                           | 05.09.2009                                   | Хожув                                        | Северная Ирландия                            |                                              | 1:1                                          | Квалификация к ЧМ-2010                       |
| 62                                           | 09.09.2009                                   | Марибор                                      | Словения                                     |                                              | 0:3                                          | Квалификация к ЧМ-2010                       |
| 63                                           | 10.10.2009                                   | Прага                                        | Чехия                                        |                                              | 0:2                                          | Квалификация к ЧМ-2010                       |
| 64                                           | 14.10.2009                                   | Хожув                                        | Словакия                                     |                                              | 0:1                                          | Квалификация к ЧМ-2010                       |
| 65                                           | 11.10.2013                                   | Харьков                                      | Украина                                      |                                              | 0:1                                          | Квалификация к ЧМ-2014                       |
| 66                                           | 15.10.2013                                   | Лондон                                       | Англия                                       |                                              | 0:2                                          | Квалификация к ЧМ-2014                       |

Итого: 66 матчей / 5 голов; 31 победа, 13 ничьих, 22 поражения.

## Достижения

### Командные
«Шахтёр» (Донецк)
- Чемпион Украины (5): 2001/02, 2004/05, 2005/06, 2007/08, 2009/10
- Обладатель Кубка Украины (3): 2001/02, 2003/04, 2007/08
- Обладатель Суперкубка Украины (3): 2005, 2008, 2010
- Обладатель Кубка УЕФА: 2008/09

«Севастополь»
- Победитель Первой лиги Украины: 2012/13

### Личные
- Футболист года в Польше: 2009[75]

### Награды
- Заслуженный мастер спорта Украины: 2009[76]
- Кавалер ордена «За мужество» III степени (2009 год)[77]